# ルドルフ・ボーレン
ルドルフ・ボーレン（Rudolf Bohren、1922年3月22日グリンデルヴァルト - 2010年3月1日ハイデルベルク近郊ドッセンハイム）は、スイス人プロテスタント神学者であり、聖霊論的および美学的アプローチを行った実践神学者である。ヴッパータール、ベルリン、ハイデルベルクで教鞭を取り、1958年から1988年の引退まで重要な役割を果たした。主著は1971年に出版され、重版されている「説教学」である。

## 生涯
ボーレンはグリンデルヴァルトの郵便局長の息子として育った。ベルンのギムナジウムで学び第二次世界大戦中に、最初にベルン、次にバーゼルにおいて、とりわけエドゥアルト・トゥルンアイゼンおよびカール・バルトともにプロテスタント神学を学んだ。オスカー・クルマンのもとで論文「新約聖書における教会戒規の問題」（1952年）により新約学の学位を取得。
1945年から1958年までベルンで牧師補、アールガウ州ホルダーバンクおよびバーゼル近郊アルレスハイムで牧師を務める。これらさまざまな背景を持つ教会共同体での経験が、後の神学者としての仕事を決定づける。1958年教会立ヴッパータール神学大学の実践神学教授として招かれ、旧約聖書神学者ハンス・ヴァルター・ヴォルフ、新約聖書神学者ゲオルク・アイヒホルツ組織神学者ユルゲン・モルトマンおよびハンス-ゲオルク・ガイヤーは同僚であった。1972年委は教会立ベルリン神学大学、1974年にはハイデルベルク大学に招かれ、そこで説教研究所を設立、重要な説教を収集し、研究者の参照を可能にした。その研究および教育活動はドイツ語圏を越えて、国際的に認められ、米国、ノルウェーおよび日本の学会に招かれている。1988年に引退、しかしその神学および文学における活動を続けた。その最後の作品となったのは「祈る。パウロとカルヴァンとともに」でありカルヴァンを記念する2009年にゲッティンゲンのヴァンデンヘック＆ルプレヒト出版から出版されている。短期間の病の後、2010年2月1日に逝去、2月10日に住居があったドッセンハイムに埋葬された。

## 家族
ボーレンは3度結婚した。最初の妻は1990年に重い鬱病の後に自死、2人目の妻は1997年に死去、3人目の妻のウルズラは存命中。

## 思想と業績
彼の研究は５つの主要な分野において決定的役割を果たしている。

### この世における教会共同体の存在意義
日常的に行われる実務についてボーレンは、その多くの議論を呼んだ「われわれの日常的な実務 ― 宣教の機会となり得るか？」（ThEx 1979、第5版）において批判的な反省を加えた。助手のグリューン-ラート（Grün-Rath）との対話のかたちで行われた実践教会学の講義が、ボーレン編（Spenner-Verlag 2005）で出版されている。教会の改革のためだけではなく、信徒の実践のためにもさまざまな論文が発表されている。

### 説教
1971年に出版された『説教学』は６版を重ねており、日本語および韓国語と、一部は英語にも翻訳されている。その中でボーレンは、説教のための新しい神学的手がかりを聖霊論から獲得することを試みている。
数多くの説教集が説教学を導くものとなっている。「臨在の秘密 Geheimnis der Gegenwart」（1965年）、「窮乏する預言者 Prophet in dürftiger Zeit」（1969年）、「奇跡の復活 Wiedergeburt des Wunders」（1972年）、「聖書の祝福告知－今日において Seligpreisungen der Bibel - heute」（1974年）。個別に記された説教学の論文は「霊と審き 実践神学研究 Geist und Gericht. Arbeiten zur Praktischen Theologie」（1979年）にまとめられている。
ゲルト・デーブス（Gerd Debus）と共に説教分析の方法を開発し、1986年に国際フォーラムで発表（R.Bohren /K.P.Jörns（編）、説教への道のための説教分析 Die Predigtanalyse als Weg zur Predigt（1989）を参照）。国際フォーラムは国際説教学会Societas Homileticaへと発展し、2年ごとに国際会議が開かれている。同様に1988年に説教を支えるエキュメニカル協会が生まれ、年に4回雑誌「説教対話 Predigt im Gespräch」を発行する。

### 魂への配慮（牧会）Seelsorge
もっとも論争となったのはボーレンの魂への配慮のための努力であった。
クリストフ・フリートリヒ・ブルームハルト（Christoph F. Blumhardt）が1960年にすでに表明した「魂への配慮 － 魂への慰めか、御国への招きか？」に続いてボーレンは、教会の歴史とその魂への配慮への経験が豊かな実りを生み出して来たことを論じている。
「偉大な牧会者たち」という、繰り返し行われた講義は2007年に、ディートリヒ・シュトルベルクによりボーレン編で2巻で出版されている。ボーレンは自身の教師でもあるエドゥアルト・トゥルンアイゼン Eduard Thurneysenと魂の配慮について文書を通して対話を始めている、「預言と魂への配慮 Prophetie und Seelsorge」（1982年）。ルターの2つの著作の注解書が1983年に「慰め Tröstungen」という題で、また1990年にはきわめて自伝的な書物「天水桶の深みにて こころ病む者と共に生きて In der Tiefe der Zisterne. Erfahrungen mit der Schwermut」が出版される。ヨアヒム・シャルフェンベルクJoachim Scharfenbergとの論争、「心理学と神学 － 魂への配慮への利益と損失の決算書 Psychologie und Theologie – eine Gewinn- und　Verlustrechnung  für die Seelsorge」（1996）。

### 修徳 Aszetik
1964年、すでにボーレンは修徳を、キリスト者の生活と実践神学の第一の主題と呼んでいる。牧師として教会を、言葉と霊とによって集め、世へと送り出すために、教会共同体の霊的な生活を不可欠なものと考えた宗教改革者たちを引用する。宗教改革者マルティン・ルターのように、聖書の黙想（ラテン語meditatio）の実践、拝み従うこととしての祈り（ラテン語oratio）、試練（ラテン語tentatio）における神の言葉の慰める力による霊的訓練を重視する。修得は、牧師たちが、執り成し手となり、教会共同体の信仰者たちの声となり、その問いかけを取り上げ、その課題を解決するための大きな助けとなるだろう。

### 美学
ボーレンはすでに、その「説教学」と他のエッセイによって、現代文学（たとえば、ヨハンネス・ボブロウスキー Johannes Bobrowski、ペーター・ハントケ Peter Handke、ネリー・ザックス Nelly Sachs、クルト・マルティ Kurt Marti、オイゲン・ゴムリンガー Eugen Gomringer）との対話を試み、自身も詩集を発表している。「ボーレンする Bohrungen」（1967）、「ふるさとの芸術 Heimatkunst」（1987）、「祈り続けるためのことばtexte zum weiterbeten」、「飾り文字Schnörkelschrift」(1998)。「祈り続けるためのことばtexte zum weiterbeten」と「ふるさとの芸術　Heimatkunst　」で1988年にベルン州文学賞を受賞している。
神学的・神秘的美学の問題をボーレンは「神が美しくなるために 美学としての実践神学 Daß Gott schön werde. Praktische Theologie als Ästhetik 」（1975）において検討する。「生活のかたち Lebensstil」は、ボーレンのインド（バンガロア Bangalore）での客員教授としての経験の実りである。

## 遥かなる東への愛の告白
最初は「説教学」執筆の際の助手であり、後に親しい友人となった加藤常昭を通して日本の教会と特別な関わりが生まれている。1980年の「Liebeserklärung an Fernost　遥かなる東への愛の告白」というタイトルで出版された「教会的、美食家風旅日記」は三回にわたる日本旅行の最初の旅に読者を招く書物であり、R・ボーレンという人の、日本への神学的、人間的な強いつながりを示している。
このことはまた、2004年の「Japanische Meditationen 邦題『源氏物語と神学者―日本のこころとの対話』」および2015年の「Japanische Andachten: Dialog Zwischen Buddhismus Und Christentum 日本熟考 仏教とキリスト教の対話」においても明らかになっている。

## 著作
1990年までのボーレンの著作は、ユルゲン・ザイム/ローター・シュタイガー編『神を賛美せよ　神学的美学論文集　ルドルフ・ボーレン70才記念』、1990年ミュンヘン Jürgen Seim/Lothar Steiger (Hrsg.): Lobet Gott. Beiträge zur theologischen Ästhetik. Rudolf Bohren zum 70. Geburtstag, München 1990 の中にまとめられている。
- 『説教学 1-2』加藤常昭訳、日本基督教団出版局 1977年-1978年
- 『聖霊論的思考と実践』加藤常昭、村上伸共訳、日本基督教団出版局 1980年11月
- 『天水桶の深みにて こころ病む者と共に生きて』加藤常昭訳、日本基督教団出版局 1998年4月
- 『憧れと福音』加藤常昭訳、教文館 1998年2月
- 『預言者・牧会者エードゥアルト・トゥルンアイゼン』加藤常昭訳、教文館 2001年10月
- 『日本の友へ 待ちつつ速めつつ』加藤常昭訳、教文舘 2002年10月
- 『祝福を告げる言葉 R.ボーレン説教集』加藤常昭訳、日本基督教団出版局〔現代世界説教選〕 1979年2月
- 『源氏物語と神学者―日本のこころとの対話』川中子義勝訳、教文館　2004年10月
- 『祈る。パウロとカルヴァンとともに』川中子義勝訳、教文館　2017年11月